# Le reste
Le reste is een nummer van de Franse zangeres Clara Luciani uit 2021. Het is de eerste single van haar tweede studioalbum Cœur.
Ondanks dat "Le reste" gaat over een relatiebreuk, kent het nummer toch een vrolijk en zomers geluid. De plaat werd in Frankrijk en Wallonië de zomerhit van 2021; in beide landen haalde het de 2e positie.